# Joe Versus the Volcano
Joe Versus the Volcano is een Amerikaanse romantische komedie uit 1990 van John Patrick Shanley met in de hoofdrollen onder meer Tom Hanks en Meg Ryan. Ryan speelt in totaal drie rollen.

## Verhaal
Joe Banks (Tom Hanks) heeft een saai en naar leven, onder meer vanwege zijn vervelende baas (Dan Hedaya), en is vaak ziek. Geen van de artsen die hij raadpleegt, kan iets vinden, totdat ene dr. Ellison (Robert Stack) hem vertelt dat hij lijdt aan een zogeheten "breinwolk" en nog maar zes maanden te leven heeft. Joe neemt ontslag en vraagt zijn (nu ex-)collega DeDe (Meg Ryan) mee uit. Hun afspraakje verloopt goed, totdat hij vertelt van zijn ziekte.
De volgende dag ontmoet Joe de industrieel Graynamore (Lloyd Bridges), die het (fictieve) mineraal "bubaru" nodig heeft, wat te vinden is op het eilandje Waponi Woo in de Grote Oceaan. Op het eiland bevindt zich een vulkaan, die eens in de honderd jaar een mensenoffer eist. De eilandbewoners willen Graynamore het mineraal wel laten winnen, maar alleen als hij iemand bereid vindt zich in de vulkaan te werpen. Graynamore haalt Joe hiertoe over.

## Rolverdeling
| Acteur         | Personage                                        | Opmerkingen                                           |
| -------------- | ------------------------------------------------ | ----------------------------------------------------- |
| Tom Hanks      | Joe Banks                                        |                                                       |
| Meg Ryan       | DeDe / Angelica Graynamore / Patricia Graynamore | (ex-)collega van Joe / dochters van Samuel Graynamore |
| Lloyd Bridges  | Samuel Harvey Graynamore                         | industrieel                                           |
| Dan Hedaya     | Frank Waturi                                     | Joe's baas                                            |
| Abe Vigoda     | Tobi                                             | opperhoofd op eiland                                  |
| Robert Stack   | dr. Ellison                                      |                                                       |
| Amanda Plummer | Dagmar                                           | lid van bemanning van Graynamore's jacht              |